# Greco
Greco Guitars (яп. グレコ Gureko) — японский гитарный бренд, основанный в 1960 году, который принадлежит компании Kanda Shokai (яп. 田商会).

## История
Компания Kanda Shokai была основана в 1948 году, а торговая марка Greco появилась в 1960 году. Только в 1966–1967 годах компания Kanda Shokai начала продавать модели Greco, похожие на Telecaster. Изначально компания Kanda Shokai использовала бренд Greco для цельнокорпусных моделей и бренд Canda для акустических моделей, взяв за основу название компании Kanda. В середине-конце 1960-х годов компания Kanda Shokai также экспортировала гитары под брендом Greco, созданные на основе Hagström и EKO для Avnet/Goya в США. Эти гитары производились на фабриках FujiGen и Matsumoku (и, возможно, Teisco) и были очень похожи на гитары Ibanez конца 1960-х годов, созданные на основе моделей Hagstrom и EKO. Компания Kanda Shokai также выпускала несколько оригинальных моделей в конце 1960-х годов, в том числе полуакустические гитары Greco "Shrike", которые импортировались и продавались сначала компанией Goya, а затем Kustom. Модель «Shrike» оснащалась парой необычных L-образных звукоснимателей, угол «L» которых был направлен в сторону грифа на звукоснимателе для грифа и в сторону бриджа на звукоснимателе для бриджа. Эти звукосниматели типа «бумеранг» появились раньше, чем Gibson Flying V на десять лет опередил своё время.
В начале 1970-х годов компания Kanda Shokai выпускала модели Greco Gibson, похожие на гитары Gibson, но с привинчивающимися грифами, а не с фиксированными, как у настоящих гитар Gibson. Они были очень похожи на Ibanez модели Gibson, доступные в то время, и на большинстве из них был логотип Greco. К середине — концу 1970-х годов большинство моделей Greco, похожих на гитары Gibson, выпускались с фиксированными грифами и открытой конструкцией головки грифа в стиле Gibson. У некоторых других моделей Greco Gibson, выпущенных в 1970-х годах, была другая конструкция грифа, больше похожая на конструкцию грифа Guild, с логотипом Greco, буквы которого были одинакового размера.
В 1979 году была представлена серия Greco «Super Real», в которой выпускались высококачественные копии моделей Gibson и Fender. В 1982 году была представлена серия Greco «Mint Collection», которая продолжила традиции «Super Real». В 1982 году компании Kanda Shokai и Yamano Gakki вошли в состав Fender Japan, и Kanda Shokai прекратила выпуск собственных копий моделей Fender Greco. С начала 1990-х годов, когда производство реплик Gibson с открытым грифом Greco было прекращено, Kanda Shokai выпускала различные модели под брендом Greco, такие как «Серия Mirage» (похожая на Ibanez Iceman), различные копии Gibson (без открытого грифа Gibson) и басы в стиле Höfner в форме скрипки. Компания также владеет Zemaitis Guitars, которые сейчас производятся Tokai.
Среди известных гитаристов, игравших на гитарах Greco, были Эйс Фрейли, который играл на репликах Greco Les Paul, когда его группа Kiss гастролировала в Японии, Милли Роуз Ли из Dead Witch и Эллиот Истон из The Cars. Питер Торк из The Monkees во время своих сольных туров в 1979–1981 годах играл на двух моделях Tobacco Sunburst Les Paul. Линия Greco BM особенно примечательна тем, что это полуфирменные модели. Брайан Мэй играл (или, по крайней мере, изображал) на своём BM-900 во время нескольких телевизионных выступлений и в 1983 году заметил:

Японская фирма Greco выпустила гитару Брайана Мэя, точную копию. Они назвали её BHM 900 или как-то так. Они прислали мне образец. Я сказал: «Большое спасибо, что прислали. Выглядит неплохо, но звучит не очень. Почему бы нам не собраться и не сделать так, чтобы она звучала хорошо? Тогда вы сможете правильно указать моё имя». Они так и не ответили